# Lamuntet
Lamuntet is een bestuurslaag in het regentschap Sumbawa Barat van de provincie West-Nusa Tenggara, Indonesië. Lamuntet telt 848 inwoners (volkstelling 2010).